# 莫利谢尔
莫利谢尔（法語：Maulichères，法語發音：[moliʃɛʁ]）是法国热尔省的一个市镇，属于米朗德区。

## 地理
莫利谢尔（43°41'21"N, 0°5'25"W）面积6.18 平方千米，位于法国奧克西塔尼大區热尔省，该省份为法国西南部内陆省份，北起顺时针与洛特-加龙省、塔恩-加龙省、上加龙省、上比利牛斯省、大西洋比利牛斯省和朗德省接壤。
与莫利谢尔接壤的市镇（或旧市镇、城区）包括：圣马丹达马尼亚克、科蒙、萨拉加希、塔尔萨克、里斯克勒。

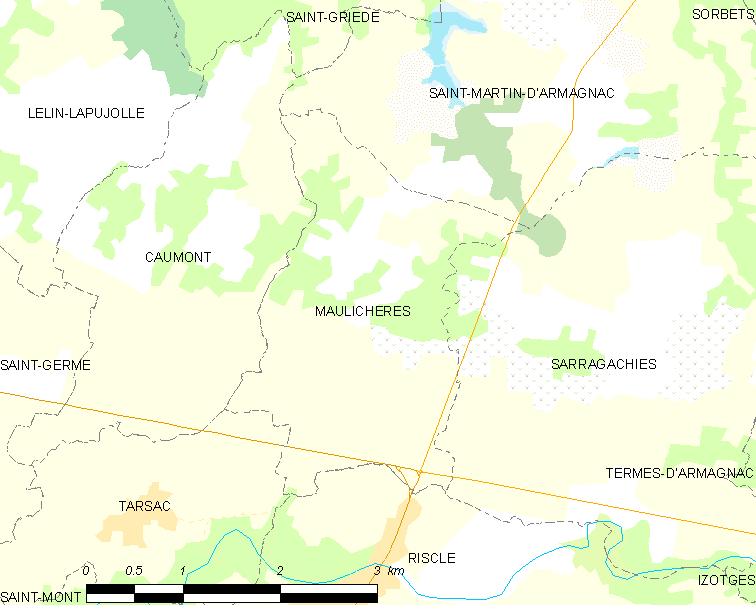
莫利谢尔的OSM定位图

莫利谢尔的时区为UTC+01:00、UTC+02:00（夏令时）。

## 行政
莫利谢尔的邮政编码为32400，INSEE市镇编码为32244。

## 政治
莫利谢尔所属的省级选区为热尔阿杜尔县。

## 人口

1962-2008年间莫利谢尔人口变化图示

莫利谢尔于2022年1月1日时的人口数量为157人。